# Петрова (Сєровський міський округ)
Петро́ва (рос. Петрова) — присілок у складі Сєровського міського округу Свердловської області.
Населення — 26 осіб (2010, 36 у 2002).
Національний склад населення станом на 2002 рік: росіяни — 97 %.